# Герц Микола Іванович
Микола Іванович Герц (17 серпня 1934, с. Лохово, Україна — 27 травня 2004, м. Тернопіль, Україна) — український педагог. Брат Івана Герца. Відмінник народної освіти УРСР (1973) і вищої освіти СРСР (1976). Кандидат педагогічних наук (1974).

## Життєпис
Микола Іванович народився 17 серпня 1934 року в селі Лохово, нині Мукачівського району Закарпатської області України.
Закінчив факультети фізичного виховання й анатомії та фізіології (1961), біології (1965) Кременецького педагогічного інституту (нині національний педагогічний університет), де асистент, викладач, завідувач кафедри фізичного виховання.
У Тернопільському педагогічному інституті (нині національний педагогічний університет): декан факультету фізичного виховання (1973—1976), доцент кафедри педагогіки і методики початкового навчання, декан факультету початкових класів (1976—1990), доцент кафедри педагогіки початкового навчання; у 2004 році створив музей.

## Нагороди
- орден «Знак пошани» (1986)
- медаль А. С. Макаренка (1980)

## Доробок
Автор понад 70 наукових праць, посібників, статей.